# مارگارت فرنکس
مارگارت فرنکس (انگلیسی: Margaret Franks؛ زادهٔ ) یک بازیکن تنیس روی میز است. 
وی در مسابقات کشوری و بین‌المللی در مجموع برنده ۳ مدال طلا، ۱ مدال نقره، ۶ مدال برنز شده‌است.